# Clasificación para la Copa Africana de Naciones de 2008
En la Clasificación para la Copa Africana de Naciones de 2008 participaron 48 equipos afiliados a la CAF, incluida la selección de Ghana, clasificada automáticamente como anfitriona del torneo.
5 equipos asociados a la CAF renunciaron a tomar parte en la clasificación, estos fueron las selecciones de la República Centroafricana, Comoras, Guinea-Bissáu, Santo Tomé y Príncipe y Somalia.
Los 47 equipos participantes en el torneo de clasificación se repartieron en once grupos de cuatro integrantes y uno con tres equipos. Las quince plazas para el torneo las consiguieron los doce ganadores de cada y los tres mejores segundos de los grupos con cuatro equipos.

## Resultados

### Grupo A
| Equipo          | Pts | PJ | PG | PE | PP | GF | GC |
| --------------- | --- | -- | -- | -- | -- | -- | -- |
| Costa de Marfil | 10  | 4  | 3  | 1  | 0  | 13 | 0  |
| Gabón           | 7   | 4  | 2  | 1  | 1  | 6  | 5  |
| Madagascar      | 0   | 4  | 0  | 0  | 4  | 0  | 14 |
| Yibuti(1)       |     |    |    |    |    |    |    |

| Fecha                   | Lugar        | Partido         | Partido | Partido | Partido | Partido         |
| ----------------------- | ------------ | --------------- | ------- | ------- | ------- | --------------- |
| 2 de septiembre de 2006 | Libreville   | Gabón           |         | 4:0     |         | Madagascar      |
| 8 de octubre de 2006    | Abiyán       | Costa de Marfil |         | 5:0     |         | Gabón           |
| 25 de marzo de 2007     | Antananarivo | Madagascar      |         | 0:3     |         | Costa de Marfil |
| 3 de junio de 2007      | Bouaké       | Costa de Marfil |         | 5:0     |         | Madagascar      |
| 15 de junio de 2007     | Antananarivo | Madagascar      |         | 0:2     |         | Gabón           |
| 7 de septiembre de 2007 | Libreville   | Gabón           |         | 0:0     |         | Costa de Marfil |

### Grupo 2
| Equipo     | Pts | PJ | PG | PE | PP | GF | GC |
| ---------- | --- | -- | -- | -- | -- | -- | -- |
| Egipto     | 12  | 6  | 3  | 3  | 0  | 9  | 2  |
| Mauritania | 7   | 6  | 2  | 1  | 3  | 9  | 10 |
| Burundi    | 7   | 6  | 2  | 1  | 3  | 6  | 8  |
| Botsuana   | 7   | 6  | 2  | 1  | 3  | 3  | 7  |

| Fecha                   | Lugar     | Partido    | Partido               | Partido | Partido               | Partido    |
| ----------------------- | --------- | ---------- | --------------------- | ------- | --------------------- | ---------- |
| 2 de septiembre de 2006 | El Cairo  | Egipto     |                       | 4:1     |                       | Burundi    |
| 2 de septiembre de 2006 | Nuakchot  | Mauritania | Bandera de Mauritania | 4:0(2)  |                       | Botsuana   |
| 7 de octubre de 2006    | Gaborone  | Botsuana   |                       | 0:0     |                       | Egipto     |
| 8 de octubre de 2006    | Buyumbura | Burundi    |                       | 3:1     | Bandera de Mauritania | Mauritania |
| 25 de marzo de 2007     | El Cairo  | Egipto     |                       | 3:0     | Bandera de Mauritania | Mauritania |
| 25 de marzo de 2007     | Gaborone  | Botsuana   |                       | 1:0     |                       | Burundi    |
| 1 de junio de 2007      | Nuakchot  | Mauritania | Bandera de Mauritania | 1:1     |                       | Egipto     |
| 1 de junio de 2007      | Kigali    | Burundi    |                       | 1:0     |                       | Botsuana   |
| 15 de junio de 2007     | Gaborone  | Botsuana   |                       | 2:1     | Bandera de Mauritania | Mauritania |
| 9 de septiembre de 2007 | Buyumbura | Burundi    |                       | 0:0     |                       | Egipto     |
| 13 de octubre de 2007   | El Cairo  | Egipto     |                       | 1:0     |                       | Botsuana   |
| 13 de octubre de 2007   | Nuakchot  | Mauritania | Bandera de Mauritania | 2:1     |                       | Burundi    |

### Grupo 3
| Equipo  | Pts | PJ | PG | PE | PP | GF | GC |
| ------- | --- | -- | -- | -- | -- | -- | -- |
| Nigeria | 15  | 6  | 5  | 0  | 1  | 10 | 3  |
| Uganda  | 11  | 6  | 3  | 2  | 1  | 8  | 3  |
| Níger   | 4   | 6  | 1  | 1  | 4  | 5  | 11 |
| Lesoto  | 4   | 6  | 1  | 1  | 4  | 3  | 9  |

| Fecha                   | Lugar    | Partido | Partido | Partido | Partido | Partido |
| ----------------------- | -------- | ------- | ------- | ------- | ------- | ------- |
| 2 de septiembre de 2006 | Kampala  | Uganda  |         | 3:0     |         | Lesoto  |
| 2 de septiembre de 2006 | Abuya    | Nigeria |         | 2:0     |         | Níger   |
| 8 de octubre de 2006    | Maseru   | Lesoto  |         | 0:1     |         | Nigeria |
| 8 de octubre de 2006    | Niamey   | Níger   |         | 0:0     |         | Uganda  |
| 24 de marzo de 2007     | Abeokuta | Nigeria |         | 1:0     |         | Uganda  |
| 25 de marzo de 2007     | Maseru   | Lesoto  |         | 3:1     |         | Níger   |
| 2 de junio de 2007      | Kampala  | Uganda  |         | 2:1     |         | Nigeria |
| 3 de junio de 2007      | Niamey   | Níger   |         | 2:0     |         | Lesoto  |
| 17 de junio de 2007     | Niamey   | Níger   |         | 1:3     |         | Nigeria |
| 19 de junio de 2007     | Maseru   | Lesoto  |         | 0:0     |         | Uganda  |
| 8 de septiembre de 2007 | Warri    | Nigeria |         | 2:0     |         | Lesoto  |
| 8 de septiembre de 2007 | Kampala  | Uganda  |         | 3:1     |         | Níger   |

### Grupo 4
| Equipo     | Pts | PJ | PG | PE | PP | GF | GC |
| ---------- | --- | -- | -- | -- | -- | -- | -- |
| Sudán      | 15  | 6  | 5  | 0  | 1  | 13 | 4  |
| Túnez      | 13  | 6  | 4  | 1  | 1  | 12 | 3  |
| Seychelles | 4   | 6  | 1  | 1  | 4  | 3  | 14 |
| Mauricio   | 2   | 6  | 0  | 2  | 4  | 3  | 10 |

| Fecha                   | Lugar    | Partido    | Partido | Partido | Partido | Partido    |
| ----------------------- | -------- | ---------- | ------- | ------- | ------- | ---------- |
| 3 de septiembre de 2006 | Curepipe | Mauricio   |         | 0:0     |         | Túnez      |
| 3 de septiembre de 2006 | Jartum   | Sudán      |         | 3:0     |         | Seychelles |
| 7 de octubre de 2006    | Victoria | Seychelles |         | 2:1     |         | Mauricio   |
| 7 de octubre de 2006    | Radès    | Túnez      |         | 1:0     |         | Sudán      |
| 24 de marzo de 2007     | Victoria | Seychelles |         | 0:3     |         | Túnez      |
| 25 de marzo de 2007     | Curepipe | Mauricio   |         | 1:2     |         | Sudán      |
| 2 de junio de 2007      | Omdurmán | Sudán      |         | 3:0     |         | Mauricio   |
| 1 de junio de 2007      | Radès    | Túnez      |         | 4:0     |         | Seychelles |
| 16 de junio de 2007     | Victoria | Seychelles |         | 0:2     |         | Sudán      |
| 16 de junio de 2007     | Radès    | Túnez      |         | 2:0     |         | Mauricio   |
| 7 de septiembre de 2007 | Curepipe | Mauricio   |         | 1:1     |         | Seychelles |
| 7 de septiembre de 2007 | Jartum   | Sudán      |         | 3:2     |         | Túnez      |

### Grupo 5
| Equipo            | Pts | PJ | PG | PE | PP | GF | GC | GD |
| ----------------- | --- | -- | -- | -- | -- | -- | -- | -- |
| Camerún           | 15  | 6  | 5  | 0  | 1  | 13 | 4  | +9 |
| Guinea Ecuatorial | 10  | 6  | 3  | 1  | 2  | 6  | 7  | -1 |
| Ruanda            | 6   | 6  | 2  | 0  | 4  | 10 | 11 | -1 |
| Liberia           | 4   | 6  | 1  | 1  | 4  | 6  | 13 | -7 |

| Fecha                   | Lugar    | Partido           | Partido | Partido | Partido | Partido           |
| ----------------------- | -------- | ----------------- | ------- | ------- | ------- | ----------------- |
| 3 de septiembre de 2006 | Kigali   | Ruanda            |         | 0:3     |         | Camerún           |
| 3 de septiembre de 2006 | Malabo   | Guinea Ecuatorial |         | 2:1     |         | Liberia           |
| 7 de octubre de 2006    | Yaundé   | Camerún           |         | 3:0     |         | Guinea Ecuatorial |
| 8 de octubre de 2006    | Monrovia | Liberia           |         | 3:2     |         | Ruanda            |
| 24 de marzo de 2007     | Yaundé   | Camerún           |         | 3:1     |         | Liberia           |
| 25 de marzo de 2007     | Malabo   | Guinea Ecuatorial |         | 3:1     |         | Ruanda            |
| 1 de junio de 2007      | Kigali   | Ruanda            |         | 2:0     |         | Guinea Ecuatorial |
| 1 de junio de 2007      | Monrovia | Liberia           |         | 1:2     |         | Camerún           |
| 15 de junio de 2007     | Yaundé   | Camerún           |         | 2:1     |         | Ruanda            |
| 15 de junio de 2007     | Monrovia | Liberia           |         | 0:0     |         | Guinea Ecuatorial |
| 8 de septiembre de 2007 | Kigali   | Ruanda            |         | 4:0     |         | Liberia           |
| 9 de septiembre de 2007 | Malabo   | Guinea Ecuatorial |         | 1:0     |         | Camerún           |

### Grupo 6
| Equipo      | Pts | PJ | PG | PE | PP | GF | GC |
| ----------- | --- | -- | -- | -- | -- | -- | -- |
| Angola      | 13  | 6  | 4  | 1  | 1  | 16 | 4  |
| Eritrea     | 9   | 6  | 2  | 3  | 1  | 5  | 8  |
| Kenia       | 7   | 6  | 2  | 1  | 3  | 6  | 7  |
| Suazilandia | 3   | 6  | 0  | 3  | 3  | 0  | 7  |

| Fecha                   | Lugar   | Partido     | Partido | Partido | Partido | Partido     |
| ----------------------- | ------- | ----------- | ------- | ------- | ------- | ----------- |
| 2 de septiembre de 2006 | Nairobi | Kenia       |         | 1:2     |         | Eritrea     |
| 3 de septiembre de 2006 | Lobamba | Suazilandia |         | 0:2     |         | Angola      |
| 7 de octubre de 2006    | Asmara  | Eritrea     |         | 0:0     |         | Suazilandia |
| 8 de octubre de 2006    | Luanda  | Angola      |         | 3:1     |         | Kenia       |
| 25 de marzo de 2007     | Nairobi | Kenia       |         | 2:0     |         | Suazilandia |
| 25 de marzo de 2007     | Luanda  | Angola      |         | 6:1     |         | Eritrea     |
| 2 de junio de 2007      | Lobamba | Suazilandia |         | 0:0     |         | Kenia       |
| 2 de junio de 2007      | Asmara  | Eritrea     |         | 1:1     |         | Angola      |
| 15 de junio de 2007     | Asmara  | Eritrea     |         | 1:0     |         | Kenia       |
| 17 de junio de 2007     | Luanda  | Angola      |         | 3:0     |         | Suazilandia |
| 8 de septiembre de 2007 | Nairobi | Kenia       |         | 2:1     |         | Angola      |
| 9 de septiembre de 2007 | Manzini | Suazilandia |         | 0:0     |         | Eritrea     |

### Grupo 7
| Equipo       | Pts | PJ | PG | PE | PP | GF | GC |
| ------------ | --- | -- | -- | -- | -- | -- | -- |
| Senegal      | 11  | 6  | 3  | 2  | 1  | 12 | 3  |
| Mozambique   | 9   | 6  | 2  | 3  | 1  | 5  | 4  |
| Tanzania     | 8   | 6  | 2  | 2  | 2  | 4  | 7  |
| Burkina Faso | 4   | 6  | 1  | 1  | 4  | 5  | 12 |

| Fecha                   | Lugar         | Partido      | Partido | Partido | Partido | Partido      |
| ----------------------- | ------------- | ------------ | ------- | ------- | ------- | ------------ |
| 2 de septiembre de 2006 | Dar es Salaam | Tanzania     |         | 2:1     |         | Burkina Faso |
| 2 de septiembre de 2006 | Dakar         | Senegal      |         | 2:0     |         | Mozambique   |
| 7 de octubre de 2006    | Uagadugú      | Burkina Faso |         | 1:0     |         | Senegal      |
| 8 de octubre de 2006    | Maputo        | Mozambique   |         | 0:0     |         | Tanzania     |
| 24 de marzo de 2007     | Dakar         | Senegal      |         | 4:0     |         | Tanzania     |
| 24 de marzo de 2007     | Uagadugú      | Burkina Faso |         | 1:1     |         | Mozambique   |
| 2 de junio de 2007      | Mwanza        | Tanzania     |         | 1:1     |         | Senegal      |
| 3 de junio de 2007      | Maputo        | Mozambique   |         | 3:1     |         | Burkina Faso |
| 16 de junio de 2007     | Uagadugú      | Burkina Faso |         | 0:1     |         | Tanzania     |
| 17 de junio de 2007     | Maputo        | Mozambique   |         | 0:0     |         | Senegal      |
| 8 de septiembre de 2007 | Dakar         | Senegal      |         | 5:1     |         | Burkina Faso |
| 8 de septiembre de 2007 | Dar es Salaam | Tanzania     |         | 0:1     |         | Mozambique   |

### Grupo 8
| Equipo     | Pts | PJ | PG | PE | PP | GF | GC |
| ---------- | --- | -- | -- | -- | -- | -- | -- |
| Guinea     | 11  | 6  | 3  | 2  | 1  | 10 | 3  |
| Argelia    | 8   | 6  | 2  | 2  | 2  | 6  | 6  |
| Gambia     | 8   | 6  | 2  | 2  | 2  | 6  | 6  |
| Cabo Verde | 5   | 6  | 1  | 2  | 3  | 3  | 10 |

| Fecha                   | Lugar   | Partido    | Partido | Partido | Partido | Partido    |
| ----------------------- | ------- | ---------- | ------- | ------- | ------- | ---------- |
| 3 de septiembre de 2006 | Banjul  | Gambia     |         | 2:0     |         | Cabo Verde |
| 3 de septiembre de 2006 | Conakri | Guinea     |         | 0:0     |         | Argelia    |
| 7 de octubre de 2006    | Argel   | Argelia    |         | 1:0     |         | Gambia     |
| 7 de octubre de 2006    | Praia   | Cabo Verde |         | 1:0     |         | Guinea     |
| 24 de marzo de 2007     | Banjul  | Gambia     |         | 0:2     |         | Guinea     |
| 24 de marzo de 2007     | Argel   | Argelia    |         | 2:0     |         | Cabo Verde |
| 2 de junio de 2007      | Praia   | Cabo Verde |         | 2:2     |         | Argelia    |
| 3 de junio de 2007      | Conakri | Guinea     |         | 2:2     |         | Gambia     |
| 16 de junio de 2007     | Argel   | Argelia    |         | 0:2     |         | Guinea     |
| 16 de junio de 2007     | Praia   | Cabo Verde |         | 0:0     |         | Gambia     |
| 9 de septiembre de 2007 | Bakau   | Gambia     |         | 2:1     |         | Argelia    |
| 9 de septiembre de 2007 | Conakri | Guinea     |         | 4:0     |         | Cabo Verde |

### Grupo 9
| Equipo       | Pts | PJ | PG | PE | PP | GF | GC |
| ------------ | --- | -- | -- | -- | -- | -- | -- |
| Malí         | 12  | 6  | 3  | 3  | 0  | 10 | 1  |
| Benín        | 11  | 6  | 3  | 2  | 1  | 10 | 4  |
| Togo         | 9   | 6  | 3  | 0  | 3  | 7  | 9  |
| Sierra Leona | 1   | 6  | 0  | 1  | 5  | 1  | 14 |

| Fecha                   | Lugar    | Partido      | Partido | Partido | Partido | Partido      |
| ----------------------- | -------- | ------------ | ------- | ------- | ------- | ------------ |
| 3 de septiembre de 2006 | Freetown | Sierra Leona |         | 0:0     |         | Malí         |
| 3 de septiembre de 2006 | Lomé     | Togo         |         | 2:1     |         | Benín        |
| 8 de octubre de 2006    | Bamako   | Malí         |         | 1:0     |         | Togo         |
| 8 de octubre de 2006    | Cotonú   | Benín        |         | 2:0     |         | Sierra Leona |
| 24 de marzo de 2007     | Lomé     | Togo         |         | 3:1     |         | Sierra Leona |
| 25 de marzo de 2007     | Bamako   | Malí         |         | 1:1     |         | Benín        |
| 3 de junio de 2007      | Freetown | Sierra Leona |         | 0:1     |         | Togo         |
| 3 de junio de 2007      | Cotonú   | Benín        |         | 0:0     |         | Malí         |
| 17 de junio de 2007     | Bamako   | Malí         |         | 6:0     |         | Sierra Leona |
| 17 de junio de 2007     | Cotonú   | Benín        |         | 4:1     |         | Togo         |
| 12 de octubre de 2007   | Lomé     | Togo         |         | 0:2     |         | Malí         |
| 12 de octubre de 2007   | Freetown | Sierra Leona |         | 0:2     |         | Benín        |

### Grupo 10
| Equipo   | Pts | PJ | PG | PE | PP | GF | GC |
| -------- | --- | -- | -- | -- | -- | -- | -- |
| Namibia  | 10  | 6  | 3  | 1  | 2  | 9  | 8  |
| RD Congo | 9   | 6  | 2  | 3  | 1  | 8  | 6  |
| Libia    | 8   | 6  | 2  | 2  | 2  | 7  | 6  |
| Etiopía  | 6   | 6  | 2  | 0  | 4  | 5  | 9  |

| Fecha                   | Lugar      | Partido  | Partido          | Partido | Partido          | Partido  |
| ----------------------- | ---------- | -------- | ---------------- | ------- | ---------------- | -------- |
| 3 de septiembre de 2006 | Adís Abeba | Etiopía  |                  | 1:0     | Bandera de Libia | Libia    |
| 3 de septiembre de 2006 | Kinshasa   | RD Congo |                  | 3:2     |                  | Namibia  |
| 7 de octubre de 2006    | Windhoek   | Namibia  |                  | 1:0     |                  | Etiopía  |
| 8 de octubre de 2006    | Trípoli    | Libia    | Bandera de Libia | 1:1     |                  | RD Congo |
| 29 de abril de 2007     | Kinshasa   | RD Congo |                  | 2:0     |                  | Etiopía  |
| 25 de marzo de 2007     | Trípoli    | Libia    | Bandera de Libia | 2:1     |                  | Namibia  |
| 1 de junio de 2007      | Adís Abeba | Etiopía  |                  | 1:0     |                  | RD Congo |
| 2 de junio de 2007      | Windhoek   | Namibia  |                  | 1:0     | Bandera de Libia | Libia    |
| 16 de junio de 2007     | Windhoek   | Namibia  |                  | 1:1     |                  | RD Congo |
| 17 de junio de 2007     | Trípoli    | Libia    | Bandera de Libia | 3:1     |                  | Etiopía  |
| 8 de septiembre de 2007 | Kinshasa   | RD Congo |                  | 1:1     | Bandera de Libia | Libia    |
| 8 de septiembre de 2007 | Adís Abeba | Etiopía  |                  | 2:3     |                  | Namibia  |

### Grupo 11
| Equipo    | Pts | PJ | PG | PE | PP | GF | GC |
| --------- | --- | -- | -- | -- | -- | -- | -- |
| Zambia    | 11  | 6  | 3  | 2  | 1  | 9  | 3  |
| Sudáfrica | 11  | 6  | 3  | 2  | 1  | 10 | 4  |
| Congo     | 7   | 6  | 1  | 4  | 1  | 5  | 6  |
| Chad      | 2   | 6  | 0  | 2  | 4  | 3  | 14 |

| Fecha                   | Lugar           | Partido   | Partido | Partido | Partido | Partido   |
| ----------------------- | --------------- | --------- | ------- | ------- | ------- | --------- |
| 2 de septiembre de 2006 | Johannesburgo   | Sudáfrica |         | 0:0     |         | Congo     |
| 3 de septiembre de 2006 | Yamena          | Chad      |         | 0:2     |         | Zambia    |
| 8 de octubre de 2006    | Brazzaville     | Congo     |         | 3:1     |         | Chad      |
| 8 de octubre de 2006    | Lusaka          | Zambia    |         | 0:1     |         | Sudáfrica |
| 24 de marzo de 2007     | Yamena          | Chad      |         | 0:3     |         | Sudáfrica |
| 25 de marzo de 2007     | Brazzaville     | Congo     |         | 0:0     |         | Zambia    |
| 2 de junio de 2007      | Durban          | Sudáfrica |         | 4:0     |         | Chad      |
| 2 de junio de 2007      | Chililabombwe   | Zambia    |         | 3:0     |         | Congo     |
| 16 de junio de 2007     | Chililabombwe   | Zambia    |         | 1:1     |         | Chad      |
| 17 de junio de 2007     | Pointe-Noire    | Congo     |         | 1:1     |         | Sudáfrica |
| 9 de septiembre de 2007 | Yamena          | Chad      |         | 1:1     |         | Congo     |
| 9 de septiembre de 2007 | Ciudad del Cabo | Sudáfrica |         | 1:3     |         | Zambia    |

### Grupo 12
| Equipo    | Pts | PJ | PG | PE | PP | GF | GC |
| --------- | --- | -- | -- | -- | -- | -- | -- |
| Marruecos | 10  | 4  | 3  | 1  | 0  | 6  | 1  |
| Zimbabue  | 4   | 4  | 1  | 1  | 2  | 4  | 5  |
| Malaui    | 3   | 4  | 1  | 0  | 3  | 2  | 6  |

| Fecha                   | Lugar      | Partido   | Partido | Partido | Partido | Partido   |
| ----------------------- | ---------- | --------- | ------- | ------- | ------- | --------- |
| 2 de septiembre de 2006 | Rabat      | Marruecos |         | 2:0     |         | Malaui    |
| 7 de octubre de 2006    | Blantyre   | Malaui    |         | 1:0     |         | Zimbabue  |
| 25 de marzo de 2007     | Harare     | Zimbabue  |         | 1:1     |         | Marruecos |
| 2 de junio de 2007      | Casablanca | Marruecos |         | 2:0     |         | Zimbabue  |
| 16 de junio de 2007     | Blantyre   | Malaui    |         | 0:1     |         | Marruecos |
| 9 de septiembre de 2007 | Bulawayo   | Zimbabue  |         | 3:1     |         | Malaui    |

## Equipos clasificados
| Angola    | Benín   | Camerún | Costa de Marfil | Egipto    | Ghana | Guinea | Malí   |
| Marruecos | Namibia | Nigeria | Senegal         | Sudáfrica | Sudán | Túnez  | Zambia |
| --------- | ------- | ------- | --------------- | --------- | ----- | ------ | ------ |